# Jeanne Beretta Molla
Pour les articles homonymes, voir Beretta (homonymie) et Molla.
Gianna Beretta Molla, (née le 4 octobre 1922, à Magenta, dans la province de Milan en Lombardie - morte le 28 avril 1962), est une femme médecin italienne reconnue sainte par l’Église catholique. Elle est morte d’une tumeur à l’utérus après avoir refusé l'avortement. Elle a mis au monde une petite fille, Jeanne-Emmanuelle, qui assistera quarante-deux ans plus tard à la canonisation de sa mère. Elle est fêtée le 28 avril.

## Biographie
Les parents de Gianna Beretta Molla sont profondément catholiques et appartiennent au Tiers-ordre franciscain. Elle est la dixième de leurs treize enfants. Trois se consacrent à Dieu : Enrico, médecin missionnaire capucin ; Giuseppe, prêtre dans le diocèse de Bergame ; Virginia, religieuse médicale à Canossa.
Ils vivent à Milan pendant dix-huit ans, et y fréquentent l’église des pères capucins du cours Monforte. En 1925, après la mort de plusieurs des frères de Gianna des suites de la grippe espagnole, la famille s’installe à Bergame.

### La jeunesse
Dès son plus jeune âge, Gianna Beretta Molla adhère pleinement à la foi de ses parents. Elle fait sa première communion alors qu’elle a seulement cinq ans et demi, le 4 avril 1928. À partir de ce moment, elle va à la messe tous les matins. Le 9 juin 1930, elle reçoit la confirmation en la cathédrale de Bergame.
Elle aime la musique, la peinture et l’escalade.
En janvier 1937, sa sœur Amalia meurt et la famille s’installe à Quinto al mare, un quartier de Gênes où se trouve l’université. Là, Gianna s’inscrit dans un lycée proche de l’Istituto delle Suore Dorotee. À la fin de la cinquième, ses parents décident de lui faire interrompre ses études pendant une année en raison de son mauvais état de santé.
Alliée du Troisième Reich, l'Italie entre dans la  guerre en 1940. 
En octobre 1941, la famille retourne à Bergame, dans la maison des grands-parents maternels, à cause des bombardements. C’est là que Gianna, à la fin de ses études secondaires, perd ses parents à quatre mois d’intervalle. En octobre 1942, elle retourne à Magenta, fréquente la faculté de médecine et de chirurgie, d’abord à Milan, puis à Pavie. Durant toutes ses années d’université, elle assiste chaque jour à la messe, communie et récite le rosaire. Elle s’intègre à la vie de la paroisse de San Martino, en s’investissant dans l’éducation des jeunes de l’Oratorio delle Madri Canossiane. De plus, elle milite à l’Action catholique et participe aux conférences de Saint-Vincent-de-Paul.
En 1943, Benito Mussolini est destitué par le roi. L'Italie se range du côté des alliés. Envahie par les armées du Troisième Reich, elle est libérée par l'armée Américaine. Cependant la maison de Savoie s'étant montrée trop favorable au Fascisme, la monarchie est abolie en 1946 et la république est proclamée. 

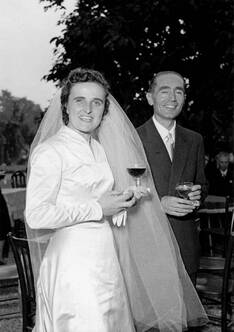
Mariage de Jeanne Beretta et Pierre Molla

Gianna est diplômée le 30 novembre 1949.

### Médecine et actions sociales
Après son diplôme en médecine, , Gianna ouvre un cabinet médical à Mesero le 1er juillet 1950. Elle obtient une spécialisation en pédiatrie à Milan le 7 juillet 1952 et se tourne vers les assistés, les pauvres, les mères, les enfants et les personnes âgées.
À côté de ses activités professionnelles, elle œuvre à l’Action catholique en se consacrant aux plus jeunes.
Ses distractions sont encore la musique, la peinture et l’alpinisme.

### La vie familiale
Le 24 septembre 1955, elle épouse Pietro qu’elle avait connu quelques années auparavant. Dans la localité de Ponte Nuovo près de Magenta, elle est responsable de l’antenne de consultation des mères et de la maison d’accueil, dépendant de l’Œuvre nationale Maternité et Enfance, en même temps qu’elle apporte volontairement son aide médicale à l’école maternelle et à l’école élémentaire.
Elle a trois enfants : Pierluigi (19 novembre 1956), Maria Zita (Mariolina) (11 décembre 1957) et Laura (15 juillet 1959).

### La maladie et la mort
En 1961, au second mois d’une nouvelle grossesse, Gianna est atteinte d’un fibrome à l’utérus. Avant l’intervention chirurgicale pour lui enlever le fibrome, elle demande au chirurgien de sauver le fœtus. Quelques jours avant l’accouchement, elle dit que s’il fallait choisir entre la vie de son enfant et la sienne, il fallait sacrifier la sienne.
Le 21 avril 1962, elle donne naissance à Gianna Emanuela. Pour Gianna commencent de longues souffrances. Malgré tous les soins qui lui sont prodigués, son état empire de jour en jour. Elle meurt d'une péritonite le 28 avril, à l’âge de 39 ans. Ses funérailles provoquent une très grande émotion.

## Béatification et canonisation

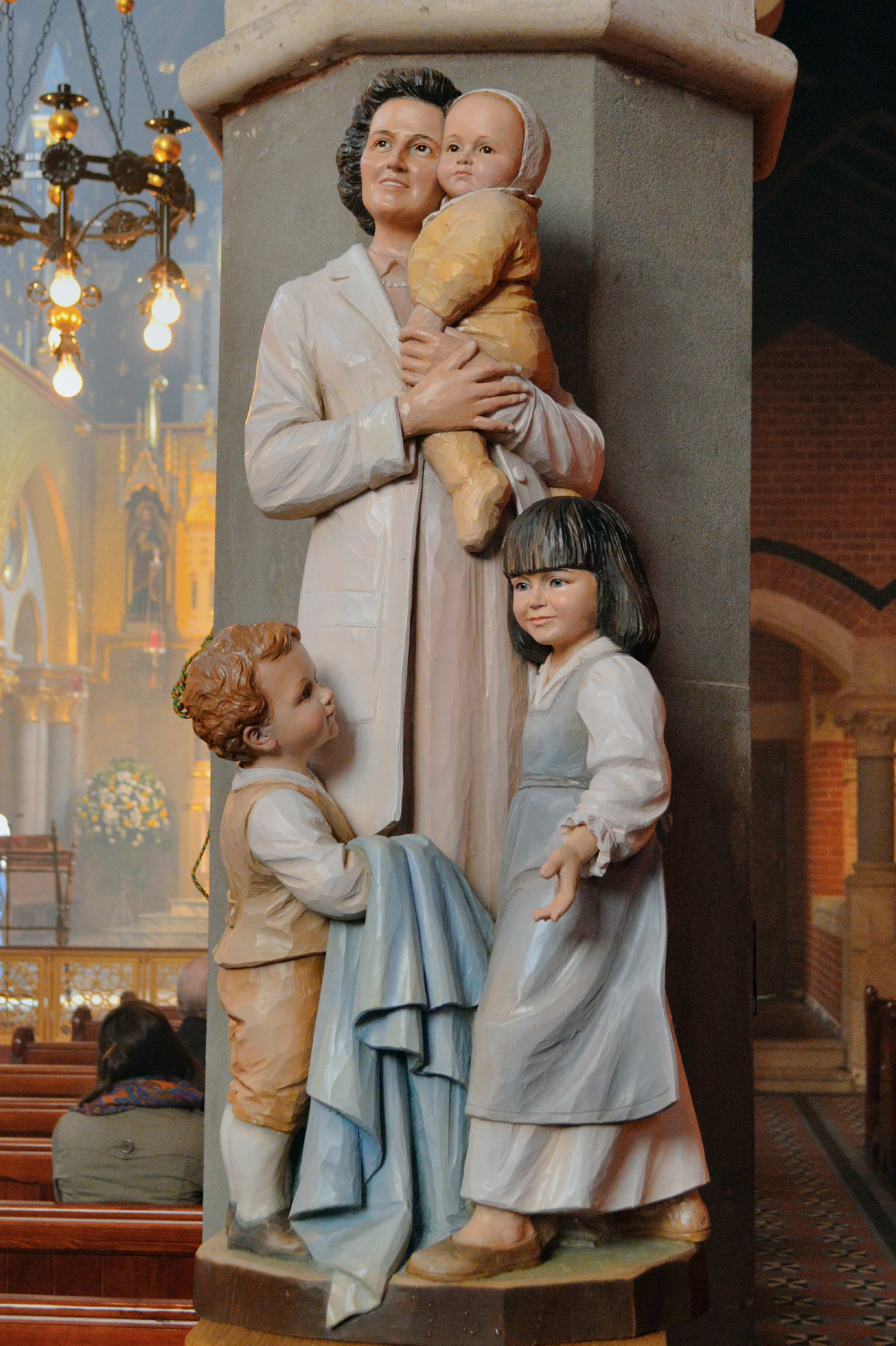
Statue de sainte Jeanne Beretta Molla dans l'église du Covent Garden, aux Etats-Unis

Gianna Beretta Molla a été béatifiée par le pape Jean-Paul II le 24 avril 1994 et canonisée le 16 mai 2004.
Le pape Jean-Paul II a prononcé ces paroles : « À l’exemple du Christ, qui ayant aimé les siens, les aima jusqu’à la fin (Jn 13, 1), cette sainte mère de famille resta héroïquement fidèle à l’engagement pris le jour de son mariage. Le sacrifice extrême qui scella sa vie, témoigne que seul celui qui a le courage de se donner totalement à Dieu et à ses frères se réalise lui-même. » Sa fête est fixée au 28 avril d’après le Martyrologe romain.

### Le miracle pour la canonisation
Pour une canonisation, l’Église catholique estime en général qu’un deuxième miracle est nécessaire après celui qui est requis pour la béatification : dans le cas de Gianna Beretta Molla elle a considéré comme miraculeux ce qui est arrivé à la petite Gianna Maria Arcolino Comparini. En novembre 1999 sa mère, Elisabete Comparini Arcolino, Brésilienne de 34 ans et mère de trois enfants, en était à sa quatrième grossesse. Après un début déjà difficile se produisit un évènement dramatique le 11 février 2000, à la seizième semaine de gestation : les membranes se rompirent, entraînant la perte totale du liquide amniotique.
Les médecins estimaient indispensable une interruption de grossesse en raison du grave risque d’infection auquel étaient exposées tant la mère que l’enfant, mais Elisabete ne l’accepta pas — après avoir consulté son mari, Carlo Cesar, et aussi l’évêque diocésain, Mgr Diogenes Silva Matthes — et elle convainquit la gynécologue, Nadia Bicego Vieitez de Almeida, qu’il fallait attendre.
Lorsqu’il administra l’onction des malades à Elisabete, monseigneur Diogenes lui apporta une biographie de Gianna Beretta Molla, et la future mère répondit qu’elle appellerait Gianna le bébé à naître. Pendant ce temps, toute la communauté de la paroisse de São Sebastião, à laquelle appartenait Elisabete, priait pour l’intercession de celle qui était alors la bienheureuse Gianna Beretta Molla, sous la direction du curé de la paroisse, le père José Alves Ovidio de Andrade.
Contrairement au pronostic médical, la petite Gianna Maria survécut, et le 31 mai 2000, à la trente-deuxième semaine, elle naquit par césarienne ; elle pesait mille huit cents grammes et, par la suite, présenta un développement physique et mental normal.
Dans la séance du 10 avril 2003 le Conseil médical de la Congrégation pour les causes des saints, conclut ainsi : « Guérison rapide, complète et durable ; l’évolution favorable après la seizième semaine de gestation reste inexplicable ».
Le décret sur le miracle a été promulgué le 20 décembre 2003, en présence de Jean-Paul II.

### Postérité spirituelle
La vénération pour sainte Gianna Beretta Molla est très vive dans toute la région de Magenta, et à Magenta même s’est constituée l’association des « Amis de sainte Gianna Beretta Molla (Amici di Santa Gianna Beretta Molla) » qui promeut le culte de la sainte et l’étude de sa vie.
Sa tombe, située à Mesero, est encore aujourd’hui un but de pèlerinages. Un sanctuaire lui a été dédié dans la ville. On trouve à Pontenuovo de Magenta d’autres lieux de culte liés à la sainte : la maison où elle a vécu avec son mari ainsi que la petite église locale de Notre-Dame-du-Bon-Conseil où elle avait l’habitude de se retirer pour prier. Elle recommandait "Prier, bien prier, beaucoup prier". À Magenta on trouve encore aujourd’hui la maison natale de la famille Beretta, non loin de la basilique Saint-Martin.
Son mari, Pietro Molla, est mort le 3 avril 2010, un Samedi saint, à l’âge de 98 ans. Cas unique dans l’histoire de l’Église : en 2004 il avait assisté à la canonisation de son épouse.
Elle est considérée comme une des patronnes des mouvements anti-avortement en Italie. Le 13 mai 2011 s’est déroulée à Rome sous son nom la « Marcia per la vita » à l’appel d’organisations catholiques.

## Galerie

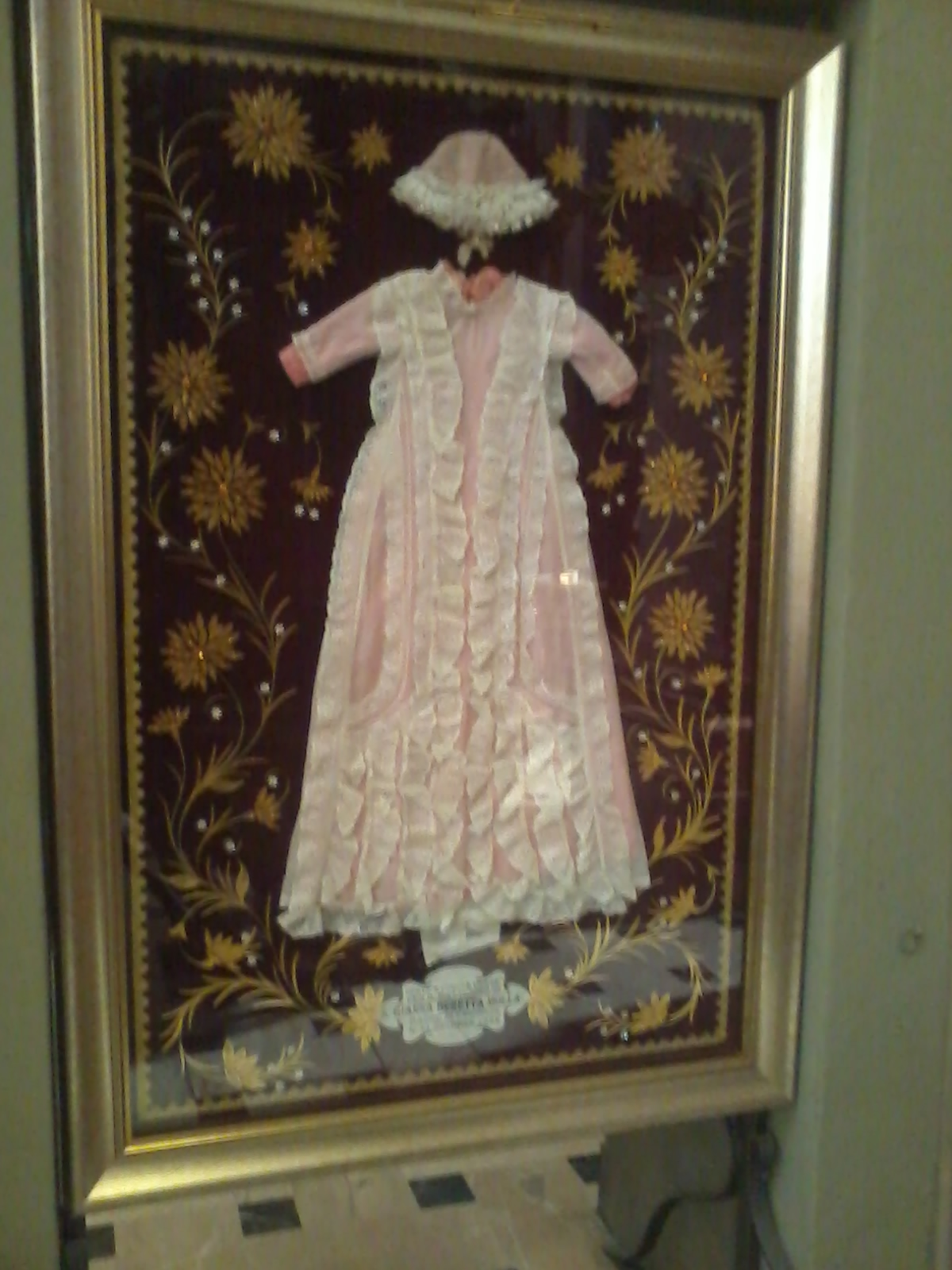
La robe de baptême de sainte Gianna Beretta Molla, conservée dans la basilique saint-Martin évêque à Magenta (ville métropolitaine de Milan).
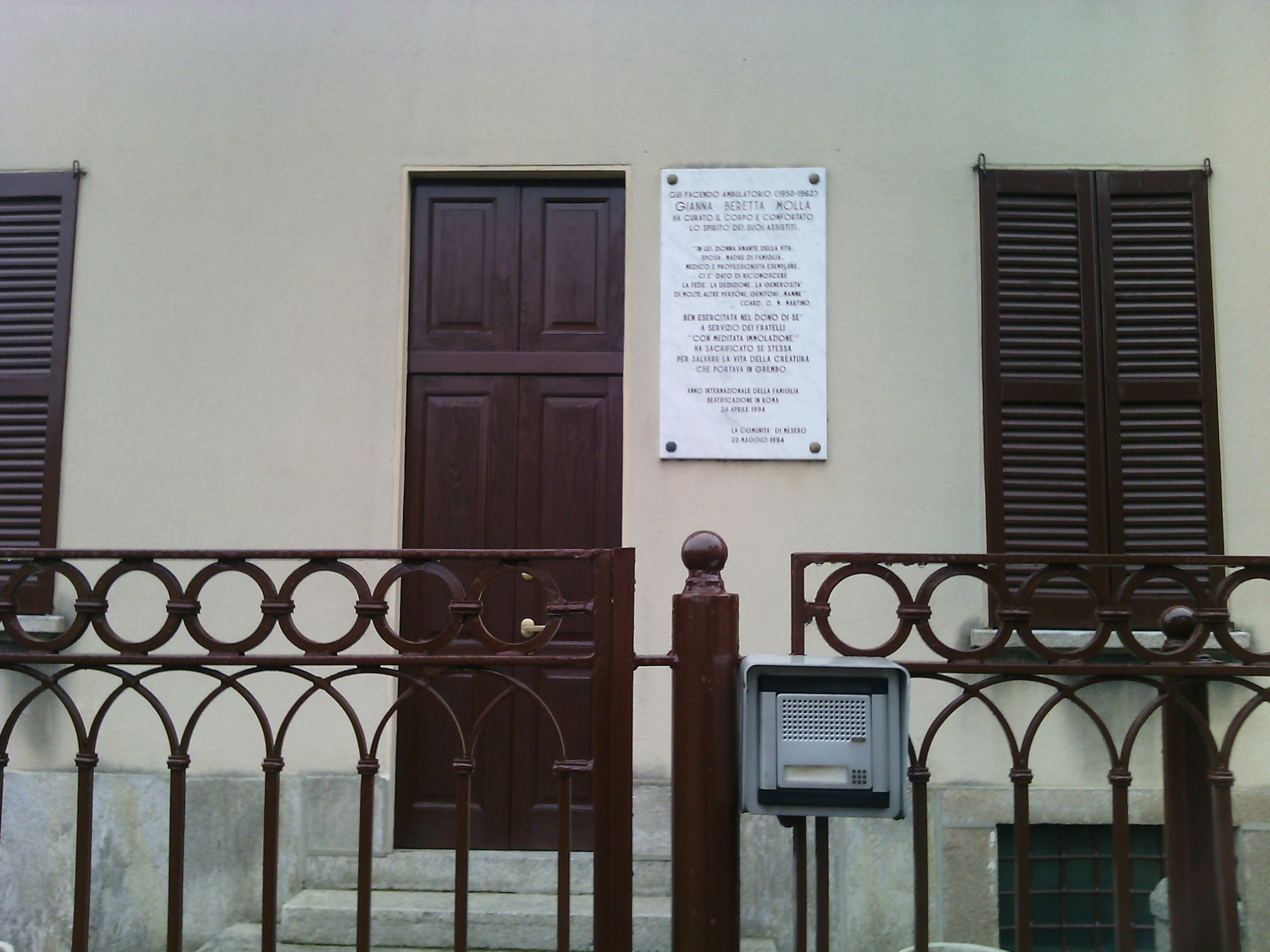
Le cabinet de sainte Gianna Beretta Molla, à Mesero (ville métropolitaine de Milan).
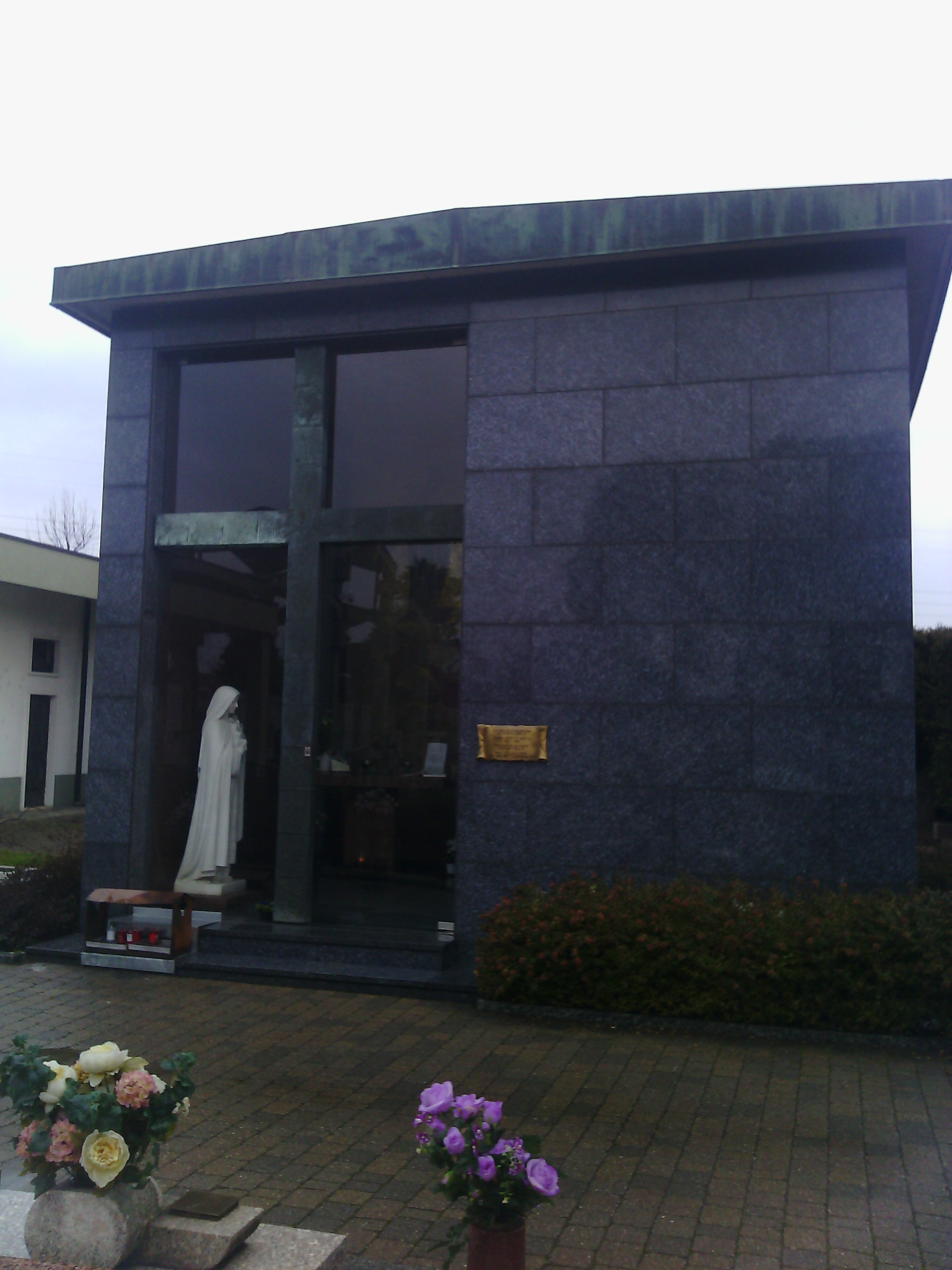
Tombeau de sainte Gianna Beretta Molla, à Mesero.